# Веселовский, Иоиль Александрович
Иоиль Александрович Веселовский (1889 — 1986) — советский биолог — селекционер картофеля, доктор сельскохозяйственных наук (1939). Лауреат Сталинской премии третьей степени.

## Биография
Родился в Пскове 24 января (5 февраля) 1889 года в семье преподавателя Московского земледельческого училища. В 3 года лишился матери, в 14 лет полностью осиротел.
В 1899 году был принят на казённый счёт в пансион Первой Московской гимназии. В 1908—1909 годы учился на 1-м курсе Межевого института (отчислен за участие в студенческих волнениях), окончил естественное отделение физико-математического факультета Московского университета по специальности «химия» (1914), Петровско-Разумовскую сельскохозяйственную академию с квалификацией агронома 1-го разряда (1916, ученик Д. Л. Радзинского).
Послужной список:
- 1916 — начальник цеха Омского консервного завода отдела заготовок Министерства земледелия.
- 1916—1917 офицер инженерных войск на Юго-Западном фронте, участник I мировой войны, получил контузию;
- 1917 чиновник Министерства земледелия на заготовках для армии в прифронтовой полосе;
- 1917 — 1920 старший специалист и сопровождающий продовольственных поездов Московского продовольственного комитета;
- 1920 — 1923 младший, старший ассистент по семеноводству Московской сельскохозяйственной опытной станции и одновременно исполняющий обязанности заместителя директора по научной работе Государственного семенного рассадника «Новосельское» Калужской области, ученый специалист Кореневской опытной станции по картофелю;
- 1923—1924 младший, старший ассистент, заместитель директора Центральной селекционно-генетической станции (Детское Село Санкт-Петербургской губернии);
- с 1924 — организатор и первый директор, с 1927 — научный руководитель, экспериментального хозяйства в с. Калитино Ленинградской области,
- 1931 — консультант Ленинградской зональной картофельной станции Института картофельного хозяйства;
- 1931 — научный секретарь комплексной экспедиции Академии наук на Кольский полуостров;
- 1931 — 1937 — научный сотрудник сектора растительных ресурсов Полярной опытной станции Всесоюзного института растениеводства в пос. Хибины Мурманской области;
- 1933—1941 доцент, профессор, заведующий кафедрой селекции и семеноводства плодовых и овощных культур Ленинградского плодоовощного института;
- с 1941 — профессор, заместитель ректора по эвакуации, с мая 1942 — заведующий кафедрой овощеводства (в мае 1942 — августе 1944 — в эвакуации в Барнауле), с августа 1944 — заведующий кафедрой овощеводства и плодоводства и с 1966 года заведующий проблемной лабораторией по полиплоидии картофеля Ленинградского сельскохозяйственного института.

С 1974 года на пенсии.
Специалист в области сортовой систематики картофеля, автор новых методов его размножения семенами, создатель нескольких скороспелых высокоурожайных сортов картофеля для условий Северо-Запада и Заполярья СССР (Эпрон, Калитинец, Комсомолец, Полярная Роза, Саами, Умптек, Марникве, Имандра, Сестра Имандры, Веселовский 2-4 и др.).
Подготовил 60 кандидатов и докторов наук.
Умер 28 мая 1986 года в Ленинграде. Похоронен на Казанском кладбище в Пушкине.

## Признание
- Сталинская премия третьей степени (1951) — за выведение новых ценных сортов картофеля.
- заслуженный деятель науки РСФСР
- орден Ленина
- орден Трудового Красного Знамени
- медаль «За оборону Ленинграда»
- семь медалями ВДНХ (из них как минимум одна золотая — 1968 год).

Сочинения:
- Картофель / И. А. Веселовский. Л. : ВИПБиНК, 1930.
- Картофель : с 97 рис. в тексте / И. А. Веселовский. — Ленинград : Всесоюзн. ин-т прикладной ботаники и новых культур, 1930 (тип. Гидр. упр. Упр. в.-мор. сил РККА). — 179 с., 1 вкл. л. схем. : ил., черт.; 22х15 см.
- Селекция и семеноводство овощных и плодовых культур [Текст] : [Для плодовоовощных фак.] / И. А. Веселовский, заслуж. деятель науки РСФСР. — 2-е изд., перераб. и доп. — Ленинград : Колос. [Ленингр. отд-ние], 1965. — 232 с. : ил.; 21 см. — (Учебники и учебные пособия для сельскохозяйственных вузов).
- Практикум по селекции и семеноводству овощных культур [Текст] : [Для плодоовощных ин-тов и фак.] / И. А. Веселовский, М. А. Веселовская, Н. Н. Кожевникова. — Ленинград ; Москва : Сельхозиздат. [Ленингр. отд-ние], 1963. — 143 с. : ил.; 22 см.
- Основные вопросы генетики [Текст] : (Лекции для студентов-заочников агр. и зоотехн. специальностей) : Лекции сост. проф. д-р с.-х. наук заслуж. деят. науки РСФСР И. А. Веселовский / М-во сел. хоз-ва СССР. Ленингр. с.-х. ин-т. — Ленинград : [б. и.], 1966. — 111 с. : ил.; 22 см.
- Введение в генетику [Текст] / И. А. Веселовский, проф. д-р с.-х. наук, заслуж. деят. науки РСФСР. — Москва : Колос, 1969. — 207 с. : ил.; 22 см.
- Рак картофеля [Текст] : Описание болезни, ракоустойчивые сорта и их агротехника / д-р с.-х. наук проф. Н. А. Наумов, д-р с.-х. наук проф. И. А. Веселовский, канд. с.-х. наук А. Я. Камераз. — Москва ; Ленинград : Сельхозгиз, 1940 (Ленинград). — 112 с. : ил.; 20 см.